# Lijst van oorlogsmonumenten in Vlissingen
De Nederlandse gemeente Vlissingen heeft verschillende oorlogsmonumenten. Hieronder een overzicht.
| Nr.                             | Object                                         | Herdachte groep | Ontwerper                                                   | Onthulling       | Type               | Locatie                                   | Plaats       | Coördinaten                   | Foto                                           |
| ------------------------------- | ---------------------------------------------- | --- | ----------------------------------------------------------- | ---------------- | ------------------ | ----------------------------------------- | ------------ | ----------------------------- | ---------------------------------------------- |
| 50                              | Monument voor generaal M.E. Deslaurens         | geallieerde militairen | Jacobus Filius                                              | 4 mei 2001       | plaquette          | Oostsouburgseweg, 4382 NH                 | Vlissingen   | 51° 27' 1" NB, 3° 35' 31" OL  | Monument voor generaal M.E. Deslaurens         |
| 655                             | Nationaal Monument voor de 4e Commando Brigade | geallieerde militairen | Titus Leeser                                                | 31 mei 1952      | beeld/sculptuur    | Commandoweg                               | Vlissingen   | 51° 26' 31" NB, 3° 35' 9" OL  | Nationaal Monument voor de 4e Commando Brigade |
| 2182                            | Inundatiemonument                              | geallieerde militairen, burgerslachtoffers, overig | Mari Boeyen                                                 | 4 oktober 1990   | beeld/sculptuur    |                                           | Vlissingen   | 51° 27' 20" NB, 3° 34' 35" OL |                                                |
| 2184                            | Inundatiemonument                              | geallieerde militairen, burgerslachtoffers, overig | Steef Roothaan                                              | 4 oktober 1990   | zuil               |                                           | Ritthem      | 51° 27' 7" NB, 3° 37' 33" OL  |                                                |
| 2346                            | Plaquette in het NS-station                    | burgerslachtoffers | Ir. H.G.J. Schelling (ontwerp), H.J. Winkelman (uitvoering) | 19 mei 1948      | plaquette          | Stationsplein 3, 4382 NN                  | Vlissingen   | 51° 26' 38" NB, 3° 35' 44" OL | Plaquette in het NS-station                    |
| 2452                            | Nederlands oorlogsgraf                         | |                                                             |                  | begraafplaats/graf | Pres. Rooseveldlaan 766, 4382 NB          | Vlissingen   | 51° 27' 17" NB, 3° 35' 1" OL  | Nederlands oorlogsgraf                         |
| 2530                            | Monument voor Burgerslachtoffers               | koopvaardijpersoneel, militairen in dienst van het Ned. Kon. 1940-1945, burgerslachtoffers                                                                                           | Ir. D. Roosenburg (ontwerp), Verhave & Luyt (uitvoering)    |                  | gedenkmuur         | Pres. Rooseveltlaan 766, 4382 NB          | Vlissingen   | 51° 27' 17" NB, 3° 35' 1" OL  | Monument voor Burgerslachtoffers               |
| 2531                            | Monument voor Harry Traast                     | burgerslachtoffers | Jaap de Waart                                               | 1998             | Kruis              | Edisonweg 4, 4382 NW                      | Vlissingen   | 51° 27' 5" NB, 3° 35' 19" OL  |                                                |
| 2584                            | Brits ereveld                                  | geallieerde militairen | Sir Reginald Blomfield (ontwerp Offerkruis)                 |                  | begraafplaats/graf | Pres. Rooseveltlaan 766, 4382 NB          | Vlissingen   | 51° 27' 17" NB, 3° 35' 1" OL  | Brits ereveld                                  |
| 2593                            | Oorlogsmonument                                | militairen in dienst van het Ned. Kon. na 1945, geallieerde militairen, militairen in dienst van het Ned. Kon. 1940-1945, burgerslachtoffers, vervolgden Nederland, verzet Nederland | Jacobus Filius                                              | 5 mei 1995       | plaquette          | Marnixplein, 4386 AA                      | West-Souburg | 51° 27' 54" NB, 3° 35' 31" OL |                                                |
| 2597                            | Indië-monument                                 | militairen in dienst van het Ned. Kon. na 1945 |                                                             |                  | plaquette          | Pres. Rooseveltlaan 766, 4382 NB          | Vlissingen   | 51° 27' 17" NB, 3° 35' 1" OL  | Meer afbeeldingen                              |
| 2606                            | Monument 'Koninklijke Maatschappij De Schelde' | burgerslachtoffers |                                                             | 16 november 1946 | overig             | Glacisstraat 165, 4381 SE                 | Vlissingen   | 51° 26' 49" NB, 3° 34' 41" OL |                                                |
| 2636                            | Plaquette in brandweerkazerne                  | burgerslachtoffers |                                                             |                  | plaquette          | Olympiaweg, 4383 BB                       | Vlissingen   | 51° 27' 27" NB, 3° 33' 44" OL |                                                |
| 2641                            | Monument in de Zeevaartschool                  | burgerslachtoffers | Koninklijke Maatschappij De Schelde (uitvoering)            | 4 november 1953  | overig             | Boulevard Bankert 156, 4382 AC            | Vlissingen   | 51° 26' 45" NB, 3° 33' 52" OL |                                                |
| 2643                            | Monument 'Nederlandse Loodswezen'              | koopvaardijpersoneel |                                                             |                  | plaquette          | Boulevard de Ruyter 8, 4381 KA            | Vlissingen   | 51° 26' 25" NB, 3° 34' 28" OL |                                                |
| 2729                            | Nederlands oorlogsgraf                         | |                                                             |                  | plaquette          |                                           | Oost-Souburg | 51° 27' 52" NB, 3° 36' 16" OL |                                                |
| 2784                            | Verzetsgraf voor Irene Maria Joanna Doornbos   | |                                                             |                  | beeld/sculptuur    | Pres. Rooseveldlaan 766, 4382NB           | Vlissingen   | 51° 27' 17" NB, 3° 35' 1" OL  | Verzetsgraf voor Irene Maria Joanna Doornbos   |
| 2824                            | Bevrijdingsmonument                            | burgerslachtoffers |                                                             |                  | begraafplaats/graf | Pres. Rooseveltlaan 766, 4382 NB          | Vlissingen   | 51° 27' 17" NB, 3° 35' 1" OL  | Meer afbeeldingen                              |
| 2831                            | De Volharding                                  | burgerslachtoffers |                                                             |                  | gedenkmuur         | Pres. Rooseveltlaan 766, 4382 NB          | Vlissingen   | 51° 27' 17" NB, 3° 35' 1" OL  | Meer afbeeldingen                              |
| 4520                            | Koopvaardijmonument                            | koopvaardijpersoneel | Wessel Couzijn                                              | 1 juni 1974      | beeld/Sculptuur    | Boulevard Evertsen                        | Vlissingen   | 51° 27' 2" NB, 3° 33' 25" OL  | Meer afbeeldingen                              |
| Dit oorlogsmonument op Wikidata | Stolpersteine                                  | vervolgden Nederland | Gunter Demnig                                               |                  | reliëf             | Zie Lijst van Stolpersteine in Vlissingen | Vlissingen   |                               | Meer afbeeldingen                              |
| Dit oorlogsmonument op Wikidata | Belgisch Oorlogsmonument 1914-1918             | geallieerde militairen | Arthur Pierre (1866-1938)                                   |                  | beeld/object       | Noorderbegraafplaats Vlissingen           | Vlissingen   | 51° 27' 17" NB, 3° 34' 51" OL | Meer afbeeldingen                              |

Borsele ·
Goes ·
Hulst ·
Kapelle ·
Middelburg ·
Noord-Beveland ·
Reimerswaal ·
Schouwen-Duiveland ·
Sluis ·
Terneuzen ·
Tholen ·
Veere ·
Vlissingen